# 인드림
《인드림》은 2023년 6월 21일에 개봉한 대한민국의 영화이다.

## 캐스팅
- 서효림 : 홍화 역
- 오지호 : 재인 역
- 김승수 : 상준 역
- 노지유 : 지은 역
- 이설구 : 양 형사 역
- 박민경 : 은숙 역
- 안치현 : 효민 역
- 정형석 : 김 반장 역
- 진여준 : 최 형사 역
- 양경호 : 서 형사 역
- 이상호 : 이 형사 역
- 최윤슬 : 윤슬 역
- 김영석 : 홍화 부 역
- 주수정 : 홍화 모 역
- 조용훈 : 태구 역
- 김주원 : 희선 역
- 방은희 : 국과수 검시관 역 (특별출연)
- 윤채경 : 서윤경 역 (특별출연)
- 김왕근 : 홍화부 담당의사 역 (특별출연)